# تیت سوک
تیت سوک (استونیایی: Tiit Sokk؛ زادهٔ ۱۵ نوامبر ۱۹۶۴) بازیکن بسکتبال اهل استونی است.
وی در مسابقات کشوری و بین‌المللی در مجموع برندهٔ ۱ مدال طلا، ۲ مدال نقره، ۱ مدال برنز شده‌است.